# Mary Cambridge

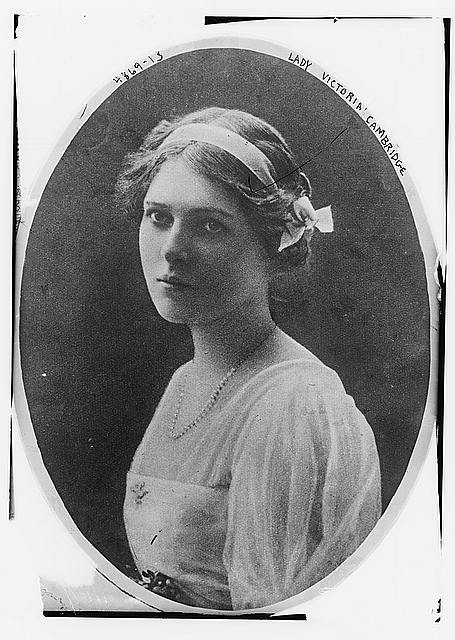
Mary Cambridge

Victoria Constance Mary Cambridge (Londen, 12 juni 1897 – Badminton House (Gloucestershire), 23 juni 1987) was de dochter van Adolf van Teck en Margaret Evelyn Grosvenor. Haar vader was een jongere broer van Mary, de gemalin van koning George V.
Ze werd op 1897 geboren te White Lodge in Richmond Park, Londen. Ze kreeg bij haar geboorte de naam “Mary van Teck” en de titel “Prinses van Teck”. Haar naam werd in 1917 veranderd naar “Mary Cambridge”, toen zij en haar vader en andere familieleden, afstand deden van al hun Duitse titels.
Mary trouwde in de St. Margaret’s Church, Londen, op 14 juni 1923 met Henry Somerset, waardoor ze “Markiezin van Worcester” werd. Toen haar schoonvader op 24 november 1924 stierf, kreeg haar man de titel “hertog van Beaufort” en werd Mary dus “hertogin van Beaufort”. Ze werd gehuldigd in de Orde van St. John van Jeruzalem, waardoor ze de letters “C.St.J.” achter haar naam mocht zetten. Ze stierf in 1987 op 90-jarige leeftijd. Tijdens de Tweede Wereldoorlog was zij de gastvrouw van koningin Mary, die om veiligheidsredenen buiten Londen moest verblijven.